# 贾科莫·里佐拉蒂
贾科莫·里佐拉蒂（義大利語：Giacomo Rizzolatti，1937年4月28日—），意大利帕尔马大学的神经生理学家。他的研究小组发现了猕猴额叶和顶叶皮质的镜像神经元，并写了许多关于该主题的科学文章。他曾是歐洲大腦與行為學會的会长。2005年当选法国科学院外籍院士。2011年获阿斯图里亚斯亲王奖科学技术奖。2012年当选美国国家科学院外籍院士。

## 參看
- 同感共鳴

## 外部連結
- 在帕尔马大学网站的简历（英文）